# Pale Blue
Pale Blue – jedenasty singel japońskiego piosenkarza Kenshiego Yonezu, wydany w Japonii 16 czerwca 2021 roku przez SME Records. Osiągnął 1 pozycję w rankingu Oricon i pozostał na liście przez 54 tygodnie. Został wydany w trzech edycjach: jednej regularnej oraz dwóch limitowanych („Puzzle-ban” i „Ribbon-ban”).
Singel zdobył status platynowej płyty, a także złoty za sprzedaż cyfrową tytułowej piosenki.
Utwór „Pale blue” został wykorzystany jako piosenka przewodnia TV dramy Rikokatsu (jap. リコカツ) stacji TBS.

## Lista utworów
Wszystkie utwory zostały napisane i skomponowane przez Kenshiego Yonezu. 
| CD | CD                               | CD                        | CD      |
| Nr | Tytuł utworu                     | Aranżacja                 | Długość |
| -- | -------------------------------- | ------------------------- | ------- |
| 1. | „Pale Blue”                      | Kenshi Yonezu, Yūta Bandō | 4:56    |
| 2. | „Yume utsutsu” (jap. ゆめうつつ) | Kenshi Yonezu, Yūta Bandō | 5:04    |
| 3. | „Shinigami” (jap. 死神)          | Kenshi Yonezu, Yūta Bandō | 3:00    |

| DVD („Ribbon-ban”) | DVD („Ribbon-ban”) | DVD („Ribbon-ban”) |
| Nr                 | Tytuł utworu | Długość            |
| ------------------ | --- | ------------------ |
| 1.                 | „Shinigami” (jap. 死神) (Music Video) |                    |
| 2.                 | „Campanella” (jap. カムパネルラ) (Music Video)                                                                                           |                    |
| 3.                 | „Kanariya” (jap. カナリヤ) (Music Video)                                                                                                 |                    |
| 4.                 | „Mayoeru hitsuji (Yonetsu Kenshi 2020 Event / STRAY SHEEP in FORTNITE)” (jap. 迷える羊（米津玄師 2020 Event / STRAY SHEEP in FORTNITE）) |                    |
| 5.                 | „Kanden (Yonetsu Kenshi 2020 Event / STRAY SHEEP in FORTNITE)” (jap. 感電（米津玄師 2020 Event / STRAY SHEEP in FORTNITE）)              |                    |
| 6.                 | „SPOT (Yonetsu Kenshi 2020 Event / STRAY SHEEP in FORTNITE)” (jap. SPOT（米津玄師 2020 Event / STRAY SHEEP in FORTNITE）)                |                    |

## Notowania
| Lista                             | Pozycja             |
| --------------------------------- | ------------------- |
| Oricon Weekly Singles Chart       | 1                   |
| Billboard Japan Hot 100           | 1 („Pale Blue”)     |
| Billboard Japan Hot 100           | 12 („Shinigami”)    |
| Billboard Japan Hot 100           | 47 („Yume utsutsu”) |
| Billboard Japan Hot Singles Sales | 2                   |

## Sprzedaż
| Dane wg         | Sprzedaż |
| --------------- | -------- |
| Oricon          | 250 000+ |
| Billboard Japan | 203 085+ |